# جون آرثر مارتينيز
جون آرثر مارتينيز (بالإنجليزية: John Arthur Martinez)‏ هو كاتب أغاني أمريكي، ولد في 10 يونيو 1961.

## وصلات خارجية
- جون آرثر مارتينيز على موقع IMDb (الإنجليزية)
- جون آرثر مارتينيز على موقع ميوزك برينز (الإنجليزية)
- جون آرثر مارتينيز على موقع أول ميوزيك (الإنجليزية)
- جون آرثر مارتينيز على موقع ديسكوغز (الإنجليزية)